# ショウガオール
ショウガオール (Shogaol) または(6)-ショウガオールは、ショウガの辛味成分であり、構造はギンゲロールに似ている。ジンゲロンと同様に、ショウガを乾燥したり加熱した時に生産される。名前は日本語の「生姜」に由来する。
ショウガオールは貯蔵や過度の熱を加えられた際に、おそらくギンゲロールが脱水されることで生成する。ショウガオールとギンゲロールの存在比は、商品の品質の指標とされることもある。
ショウガオールのスコヴィル値は、160,000 SHUである。他の辛味成分と比べると、ショウガオールはピペリン（コショウの辛味成分）より辛く、カプサイシン（トウガラシの辛味成分）よりは辛くない。
| 物質               | スコヴィル値 (SHU) |
| ------------------ | ------------------ |
| カプサイシン       | 15,000,000[3]      |
| (6)-ショウガオール | 160,000            |
| ピペリン           | 100,000            |
| (6)-ジンゲロール   | 60,000             |